# 알레산드로 칼리오스트로

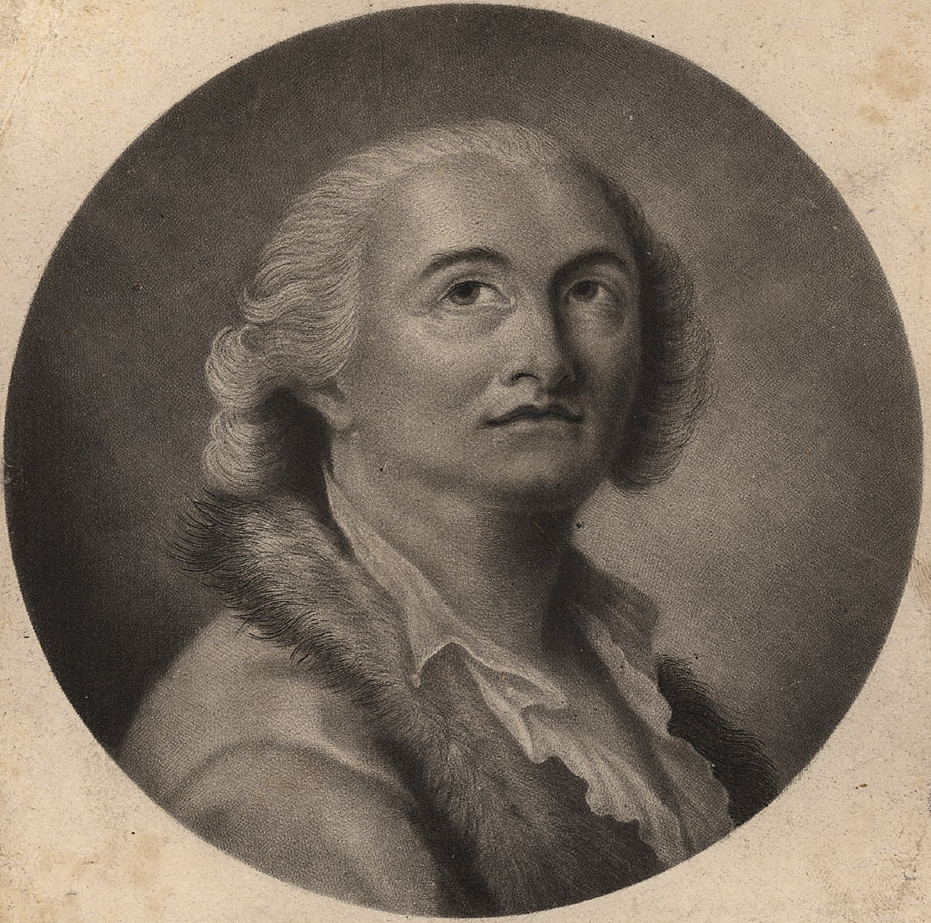
알레산드로 칼리오스트로

알레산드로 디 칼리오스트로(Alessandro di Cagliostro, 1743년~1795년)는 이탈리아의 여행가이자 사기꾼(charlatan), 신비주의자이자 연금술사였던 주세페 발사모(Giuseppe Balsamo)의 별명이다. 자칭인 칼리오스트로 백작(Count Cagliostro)으로 유명하다.

## 생애
1743년, 시칠리아 팔레르모에서 출생하였다. 소년 시절에는 수도원에서 추방당하였으며, 자서전에 의하면 그리스인 연금술사의 제자가 되었다고 전해진다.
유럽 전역을 여행하면서 다양한 가명을 구사하여 사교계에 들어가 수상한 물건을 팔고는 하였다. 1777년, 프리메이슨에 가입하였다. 후에 프리메이슨의 이집트 기원설을 제장하고 스스로 이집트 파를 설립했으나, 러시아 궁정에서의 스캔들과 마리 앙투와네트가 연루된 유명한 사기 사건인 "목걸이 사건(1785년)"으로 실각한 뒤 잠시 바스티유 감옥에 구금되었다.
이후 다시 유럽을 전전하다가 1789년, 로마에서 이단의 혐의를 받고 체포되었다. 종교재판에 회부되어 1791년 종신형을 언도받는다. 1795년 옥사하였다. 하지만 사후에도 살아서 돌아다니는 모습을 보았다는 목격담이 남아, 러시아까지 유포되었다.

## 같이 보기
- 목걸이 사건